# Vorstendom Schwarzburg-Rudolstadt
Het vorstendom Schwarzburg-Rudolstadt (Duits: Fürstentum Schwarzburg-Rudolstadt) was een Duitse staat. Het behoorde achtereenvolgens tot de Rijnbond, de Duitse Bond, de Noord-Duitse Bond en het Duitse Keizerrijk. Het land werd geregeerd door het Huis Schwarzburg-Rudolstadt. De hoofdstad en het hof waren gevestigd in Rudolstadt.
Het vorstendom bestond uit twee van elkaar gescheiden landsdelen en een aantal kleinere exclaves. De kern van het land was het Oberherrschaft in Centraal-Thüringen. In het noorden van Thüringen lag het Unterherrschaft, met Frankenhausen als belangrijkste stad.
Door de ontbinding van het Heilige Roomse Rijk in 1806 werd Schwarzburg-Rudolstadt een soeverein vorstendom en in 1807 werd het lid van de door Napoleon gedomineerde Rijnbond. Op het Congres van Wenen in 1815 werd de soevereiniteit van Schwarzburg-Rudolstadt bevestigd en trad het vorstendom toe tot de Duitse Bond. In 1816 kreeg het land een eerste grondwet, die in 1853 als gevolg van de revoluties van 1848 aanzienlijk werd uitgebreid. Tijdens de Oostenrijks-Pruisische Oorlog in 1866 koos Schwarzburg-Rudolstadt de zijde van Pruisen en in 1867 trad het land toe tot de Noord-Duitse Bond. In 1871 werd het vorstendom een van de deelstaten van het Duitse Keizerrijk. In 1909 erfde de vorst de troon van Schwarzburg-Sondershausen, waarna beide vorstendommen in personele unie geregeerd werden. Tijdens de Novemberrevolutie van 1918, aan het einde van de Eerste Wereldoorlog, moest de vorst aftreden en werd Schwarzburg-Rudolstadt een vrijstaat.

## Geschiedenis

### Ontstaan
Het vorstendom Schwarzburg-Sondershausen ontstond na de verhoging van het graafschap Schwarzburg-Rudolstadt, een deel van het graafschap Schwarzburg ontstond in 1599 nadat de nakomelingen van graaf Günther XL het gebied van hun vader tussen1572 en 1599 het Schwarzbrugse gebied door middel van een aantal verdragen onder elkaar verdeelden. Net als Schwarzburg-Sondershausen verkreeg de staat bij het Verdrag van Stadtilm (21 november 1599) de vorm die het tot 1920 zou behouden. Het bestond uit twee geografisch gescheiden gebiedsdelen, een zuidelijk gelegen Oberherrschaft, rond de residentie Rudolstadt en een noordelijker Unterherrschaft rond de stad Frankenhausen. Stamvader van het geslacht was Albrcht VII (1537-1605).
Alberts kleinzoon Albert Anton II werd in 1697 in de rijksvorstenstand verheven, een titel die echter pas door diens zoon en opvolger Lodewijk Frederik I werd gevoerd waarna het vorstendom Schwarzburg-Rudolstadt ontstond.

### Rijnbond en Duitse Bond
Lodewijk Frederik II trad in 1807 toe tot de Rijnbond en stierf nog datzelfde jaar. Zijn zoon Frederik Günther werd in 1815 lid van de Duitse Bond en vaardigde in 1816 de eerste constitutie uit. In 1835 trad het land toe tot de Zollverein.
Ondanks het feit dat de regering in de Maartrevolutie van 1848 aan enige liberale eisen tegemoetkwam, vonden ook in Schwarzburg-Rudolstadt ongeregeldheden plaats, die echter met militaire middelen de kop werd ingedrukt. De liberale grondwet van 1848 werd in 1854 met toestemming van de landdag in conservatieve zin gewijzigd, de kieswet vervangen door een kiesstelsel op basis van drie inkomensgroepen.
Nadat Schwarzburg-Rudolstadt in 1866 tegen de door Oostenrijk in de Bondsdag van de Duitse Bond verzochte mobilisatie tegen Pruisen had gestemd, trad het toe tot de Noord-Duitse Bond, waardoor in 1867 het soeverein recht op het gebied van defensie op Pruisen overging.
Frederik Gunther stierf in 1867 en werd - omdat hij slechts kinderen uit een morganatisch huwelijk had - opgevolgd door zijn broer Albert, op wie reeds in 1869 diens zoon George Albert volgde. Onder hem raakte het vorstendom nadat belastingverhoging diverse malen door de landdag was afgewezen in 1870 in grote financiële problemen. De burgerij was slechts tot het betalen van meer belasting bereid als hier grotere politieke en economische vrijheden tegenover stonden. De regering zag uiteindelijk geen andere mogelijkheid dan het kiesrecht dienovereenkomstig te hervormen. De landdag bestond sindsdien uit vier afgevaardigden van de hoogst aangeslagen en twaalf afgevaardigden die door algemene verkiezingen onder de mannelijke staatsburgers werden verkozen. Door dit progressieve kiesrecht was de SPD in de landdag ruim vertegenwoordigd en behaalde deze in 1911 voor het eerst de absolute meerderheid.

### In het Keizerrijk
Schwarzburg-Rudolstadt nam in 1870 deel aan de Frans-Duitse Oorlog en trad in 1871 toe tot het Duitse Keizerrijk. George Alberts neef en opvolger Günther Victor werd toen met de dood van Karel Günther in 1909 de linie Schwarzburg-Sondershausen uitstierf ook vorst van dat land. Hij trad in de Novemberrevolutie op 25 november 1918 als allerlaatste Duitse vorst af. In 1919 werd de vrijstaat Schwarzburg-Rudolstadt gesticht, die echter reeds in 1920 opging in het Land Thüringen.

## Territorium
Schwarzburg-Rudolstadt bestond uit twee niet aangrenzende delen: de aan het Thüringer Woud grenzende Oberherrschaft en de door de Pruisische provincie Saksen omsloten Unterherrschaft.

### Oberherrschaft
- Oppervlakte: 735 km²
- Steden: Rudolstadt, Bad Blankenburg, Königsee, Oberweißbach, Schwarzburg, Stadtilm
- Districtskantoren: Rudolstadt en Königsee
- Exclaves: Angelroda, Elxleben, Leutenberg, Weißbach bei Leutenberg

### Unterherrschaft
- Oppervlakte: 206 km²
- Steden: Frankenhausen, Straußberg
- Districtskantoor: Frankenhausen
- Exclaves: Schlotheim, Immenroda

## Graven en vorsten
- zie lijst van heersers van Schwarzburg-Rudolstadt

Anhalt (1863-1866) ·
Anhalt-Bernburg (1815-1863) ·
Anhalt-Dessau-Köthen (1853-1863) ·
Anhalt-Dessau (1815-1853) ·
Anhalt-Köthen (1815-1853) ·
Baden · Beieren · Bremen · Brunswijk · Frankfort · Hamburg · Hannover · Hessen-Darmstadt · Hessen-Homburg · Hessen-Kassel · Hohenzollern-Hechingen · Hohenzollern-Sigmaringen · Holstein · Lauenburg · Liechtenstein · Limburg · Lippe · Lübeck · Luxemburg · Mecklenburg-Schwerin · Mecklenburg-Strelitz · Nassau · Oldenburg · Oostenrijk · Pruisen · Reuss jongere linie · Reuss oudere linie · Saksen · Saksen-Altenburg · Saksen-Coburg en Gotha · Saksen-Meiningen ·  Saksen-Weimar-Eisenach · Schaumburg-Lippe · Schwarzburg-Rudolstadt · Schwarzburg-Sondershausen · Waldeck-Pyrmont · Württemberg
Anhalt · Baden · Beieren · Bremen · Brunswijk · Elzas-Lotharingen · Hamburg · Hessen · Lauenburg · Lippe · Lübeck · Mecklenburg-Schwerin · Mecklenburg-Strelitz · Oldenburg · Pruisen · Reuss jongere linie · Reuss oudere linie · Saksen · Saksen-Altenburg · Saksen-Coburg en Gotha · Saksen-Meiningen · Saksen-Weimar-Eisenach · Schaumburg-Lippe · Schwarzburg-Rudolstadt · Schwarzburg-Sondershausen · Waldeck · Württemberg